# Tilberamóðirin
Tilberamóðirin, död 1580, var en isländsk kvinna som avrättades för häxeri.  Hon var en av fyra kvinnor som brändes på bål på Island.
Hon ska ha blivit ställs för rätta och dömts för häxeri åtalad för att ha tillverkat en så kallad tilber (bjära). Hon blev därmed den första kvinna som avrättats för häxeri på Island. Häxprocessen mot henne finns omtalad sedan åtminstone 1688, och hon har sedan dess identifierats som den första kvinna som bränts på bål som häxa på Island, och nämnts i litteratur om Islands häxprocesser. Moderna forskare har dock inte kunnat bekräfta fallet. 